# 長身小鮭脂鯉
長身小鮭脂鯉為輻鰭魚綱脂鯉目脂鯉亞目鮭脂鯉科的其中一種，為熱帶淡水魚，分布於非洲查德湖、尼日河、伏塔河、十字河及塞內加爾河流域，體長可達6公分，棲息在河川及湖泊，以浮游生物、甲殼類、昆蟲等為食，生活習性不明。

## 扩展阅读
維基物種上的相關：長身小鮭脂鯉